# Hrabstwo Appling

Piramida wieku hrabstwa

Hrabstwo Appling (ang. Appling County) – hrabstwo w stanie Georgia w Stanach Zjednoczonych. Jego siedzibą administracyjną jest Baxley.

## Geografia
Według spisu z 2000 obszar całkowity hrabstwa obejmuje powierzchnię 512,11 mil2 (1326,36 km²), z czego 508,51 mil2 (1317,03 km²) stanowią lądy, a 3,61 mil2 (9,35 km²) stanowią wody. 

### Miejscowości
- Baxley
- Graham
- Surrency

### Sąsiednie hrabstwa
- Hrabstwo Toombs (północ)
- Hrabstwo Tattnall (północny wschód)
- Hrabstwo Wayne (południowy wschód)
- Hrabstwo Pierce (południe)
- Hrabstwo Jeff Davis (zachód)
- Hrabstwo Bacon (zachód)

## Demografia
Według spisu z 2020 roku liczy 18 444 mieszkańców, co oznacza wzrost o 1,1% w porównaniu z poprzednim spisem z roku 2010. Według danych pięcioletnich z 2021 roku 77% to biali (68% nie licząc Latynosów), 19,3% czarnoskórzy lub Afroamerykanie, 2% miało rasę mieszaną, 0,9% Azjaci, 0,6% to rdzenna ludność Ameryki i 0,2% pochodziło z wysp Pacyfiku. Latynosi stanowili 10,7% populacji hrabstwa.

## Polityka
Hrabstwo jest silnie republikańskie, gdzie w wyborach prezydenckich w 2020 roku, 78,3% głosów otrzymał Donald Trump i 21,3% przypadło dla Joe Bidena. 

## Religia
W 2020 roku, ponad 50% mieszkańców jest członkami kościołów baptystów i około 10% zielonoświątkowców. Religie nieprotestanckie to głównie świadkowie Jehowy (2,2%) i katolicy (0,9%).